# تیم کرنل
تیم کرنل (انگلیسی: Tim Cornell؛ زادهٔ ۱ ژانویهٔ ۱۹۴۶) مورخ در زمینه روم باستان و استاد دانشگاه در دانشگاه منچستر اهل بریتانیا است.